# العلاقات البوسنية الكوبية
العلاقات البوسنية الكوبية هي العلاقات الثنائية التي تجمع بين البوسنة والهرسك وكوبا.

## مقارنة بين البلدين
هذه مقارنة عامة ومرجعية للدولتين:
| وجه المقارنة                                              | البوسنة والهرسك                                             | كوبا                              |
| --------------------------------------------------------- | ----------------------------------------------------------- | --------------------------------- |
| المساحة (كم2)                                             | 51.20 ألف                                                   | 109.88 ألف                        |
| عدد السكان (نسمة)                                         | 3.51 مليون                                                  | 11.48 مليون                       |
| الكثافة السكانية (ن./كم²)                                 | 68.55                                                       | 104.48                            |
| العاصمة                                                   | سراييفو                                                     | هافانا                            |
| اللغة الرسمية                                             | اللغة البوسنوية، اللغة الكرواتية، اللغة الصربية             | اللغة الإسبانية                   |
| العملة                                                    | مارك بوسني                                                  | بيزو كوبي، بيزو كوبي قابل للتحويل |
| الناتج المحلي الإجمالي (بليون دولار)                      | 18.17 مليار                                                 | 87.13 مليار                       |
| الناتج المحلي الإجمالي (تعادل القوة الشرائية) بليون دولار | 41.35 مليار                                                 |                                   |
| الناتج المحلي الإجمالي الاسمي للفرد دولار أمريكي          | 4.25 ألف                                                    |                                   |
| الناتج المحلي الإجمالي للفرد دولار أمريكي                 | 10.43 ألف                                                   |                                   |
| مؤشر التنمية البشرية                                      | 0.733                                                       | 0.769                             |
| رمز المكالمات الدولي                                      | +387                                                        | +53                               |
| رمز الإنترنت                                              | .ba                                                         | .cu                               |
| المنطقة الزمنية                                           | توقيت وسط أوروبا، ت ع م+01:00، ت ع م+02:00، أوروبا/سراييفو ‏ | 00                                |

## منظمات دولية مشتركة
يشترك البلدان في عضوية مجموعة من المنظمات الدولية، منها:
| علم المنظمة | اسم المنظمة                   | تاريخ انضمام البوسنة والهرسك | تاريخ انضمام كوبا |
| ----------- | ----------------------------- | ---------------------------- | ----------------- |
|             | يونسكو                        | 2 يونيو 1993                 | 29 أغسطس 1947     |
|             | الاتحاد البريدي العالمي       | ?                            | ?                 |
|             | منظمة الشرطة الجنائية الدولية | ?                            | ?                 |
|             | الأمم المتحدة                 | 22 مايو 1992                 | 24 أكتوبر 1945    |
|             | الاتحاد الدولي للاتصالات      | 20 أكتوبر 1992               | 16 يناير 1918     |
|             | منظمة حظر الأسلحة الكيميائية  | ?                            | ?                 |

## وصلات خارجية
- موقع وزارة الخارجية البوسنية
- موقع وزارة الخارجية الكوبية